# Куртаев, Алимжан Сейтжанович
Алимжан Сейтжанович Куртаев (каз. Әлімжан Сейітжанұлы Құртаев; род. 10 октября 1958 года, Отрарский район, Южно-Казахстанская область, Казахская ССР) — казахстанский политический и государственный деятель, депутат сената парламента Республики Казахстан от Туркестанской области (с 2017 года).

## Биография
В 1980 году окончил Джамбулский гидромелиоративно-строительный институт по специальности «инженер». В 1999 году защитил учёную степень доктор технических наук, тема диссертации: «Физико-химические основы технологии композиционных материалов на силикатных вяжущих средствах».
С 1980 по 1981 годы — преподаватель Кзыл-Ординского филиала Джамбульского гидромелиоративно-строительного института.
В 1981—1982 годах служил в органах внутренних дел Казахской ССР в городе Чимкенте.
С 1982 по 1985 годы — мастер, старший инженер домостроительного комбината города Чимкента.
С 1985 по 1990 годы — занимался научной деятельностью.
С 1990 по 1993 годы — сотрудник строительной индустрии.
С 1993 по 1999 годы — аким города Арыс.
С 1999 по 2004 годы — заместитель акима Южно-Казахстанской области, начальник управления миграции и демографии по Южно-Казахстанской области, заместитель председателя Агентства Республики Казахстан по миграции и демографии.
С 2005 по 2009 годы — аким Отрарского района Южно-Казахстанской области.
С 2009 по 2013 годы — директор ТОО «Онтустик курылыс сервис».
С 2012 по 2013 годы — аким Енбекшинского района города Шымкента.
С 2013 по 2016 годы — директор ТОО «Онтустик курылыс сервис».
С 2016 по 2017 годы — первый заместитель председателя Южно-Казахстанского филиала партии «Нур Отан». В феврале 2016 года баллотировался в депутаты мажилиса парламента Казахстана по партийному списку партии «Нур Отан»
С 29 июня 2017 года — депутат сената парламента Республики Казахстан от Южно-Казахстанской области (в 2018 году переименована в Туркестанскую область), член комитета по экономической политике, инновационному развитию и предпринимательству.

## Награды
- Медаль «Астана» (1998)
- Медаль «10 лет независимости Республики Казахстан» (2001)
- Медаль «10 лет Парламенту Республики Казахстан» (2006)
- Медаль «10 лет Астане» (2008)
- Медаль «25 лет независимости Республики Казахстан» (2016)
- Медаль «20 лет Астане» (2018)
- Медаль «За укрепление парламентского сотрудничества» (21 ноября 2019 года, Межпарламентская ассамблея СНГ) — за особый вклад в развитие парламентаризма, укрепление демократии, обеспечение прав и свобод граждан в государствах — участниках Содружества Независимых Государств[5][6]
- Орден «Курмет» (2020)[7]